# Nora Birgithe Stang
Nora Birgithe Stang (1992) è un'ex sciatrice alpina norvegese.

## Biografia
Attiva in gare FIS dal novembre del 2007, in Coppa Europa la Stang esordì il 5 novembre 2009 a Kvitfjell in supercombinata (68ª) e ottenne il miglior piazzamento il 5 dicembre 2010 nella medesima località in supergigante (16ª), nell'ultima delle sue tre gare nel circuito. Si ritirò durante la stagione 2011-2012 e la sua ultima gara fu uno slalom gigante FIS disputato a Sollefteå il 26 febbraio, che non completò; in carriera non debuttò in Coppa del Mondo né prese parte a rassegne olimpiche o iridate.

## Palmarès

### Campionati norvegesi
- 2 medaglie:
  - 1 argento (discesa libera nel 2011)
  - 1 bronzo (supergigante nel 2011)